# Берлинер Штрассе (станция метро, линия U7)
«Берлинер Штрассе» (нем. Berliner Straße) — станция Берлинского метрополитена. Расположена на линии U7, между станциями «Байеришер Плац» (нем. Bayerischer Platz) и «Блиссештрассе» (нем. Blissestraße). Станция находится на пересечении улиц Берлинер Штрассе и Бундесаллее (нем. Bundesallee) и имеет пересадку на одноимённую станцию линии U9.

## История
Станция открыта 29 января 1971 года в составе участка «Мёкернбрюке» — «Фербеллинер Плац». В 1999 году станцию реконструировали.

## Архитектура и оформление
Трехпролётная колонная станция мелкого заложения. Архитектор — Райнер Г. Рюммлер. Путевые стены облицованы тёмно-красными металлическими панелями. Колонны отделаны белой кафельной плиткой. В середине платформы расположен переход на одноимённую станцию линии U9.